# Kyah Cahill
Pour les articles homonymes, voir Cahill.
Kyah Cahill, né le 13 mars 2003 à Londres au Royaume-Uni, est un footballeur international samoan qui évolue au poste d'attaquant.

## Biographie

### Jeunesse et formation
Né à Londres au Royaume-Uni, il joue jusqu'en 2019 au football dans le New Jersey, aux États-Unis, où sa famille vit pendant que son père joue pour les New York Red Bulls de 2012 à 2015. Il joue au football à l'école secondaire Northern Highlands Regional de 2017 à 2019. En 2019, il rejoint l'académie du club de Macclesfield Town, évoluant alors en League Two. Il marque régulièrement des buts pour l'équipe des moins de 19 ans et se voit décerner au moins un titre d'homme du match. Il quitte le club en 2020 lorsque le club disparaît en raison de difficultés financières. Après son départ, il rejoint l'académie du CD Leganés, en Segunda División,. En mars 2021, il rejoint l'académie du Rayo Vallecano, club madrilène de Liga.
En 2022, il rejoint l'académie de Lusail à Doha, au Qatar.

### En équipe nationale
En août 2022, il est inclus dans la liste des Samoa pour le Championnat d'Océanie des moins de 19 ans 2022,. Il s'agit de sa première convocation en équipe nationale pour les Samoa. Il fait ses débuts internationaux le 14 septembre 2022, lors d'une défaite 0-4 contre la Nouvelle-Calédonie en phase de groupes du tournoi.
Avec les Samoa olympique, il participe au Tournoi pré-olympique de l'OFC 2023. Lors de ce tournoi, il fait ses débuts contre les Tonga. Titulaire, il inscrit un but. Sa sélection gagne 3-0,,. Bien que capitaine de l'équipe tout au long du tournoi, avec une victoire et deux défaites en phase de groupes, les Samoa ne passent pas l'écueil du premier tour. Ces résultats sont synonymes de non-qualification pour les Jeux olympiques de 2024.
En juin 2024, il figure dans la liste des 23 joueurs samoans retenus par Ryan Stewart pour participer à la Coupe d'Océanie 2024,,.

### Vie privée
Cahill est le fils de l'international australien Tim Cahill et le neveu des anciens internationaux samoans Sean Cahill et Chris Cahill. Durant sa jeunesse, il s'intéressait aux arts du spectacle, ce qui l'amène à passer des auditions pour Disney et Broadway.